# Maurice Choury
Maurice Choury, né le 9 janvier 1912 à Nanterre et mort à Ivry-sur-Seine le 7 novembre 1969, est un résistant, journaliste et écrivain français.

## Biographie
Né le 9 janvier 1912 à Nanterre dans une famille ouvrière, Maurice Choury milite aux Jeunesses communistes, dont il devient un dirigeant en 1934, et au Parti communiste français. Il collabore à l'Avant-garde et à L'Humanité à partir de 1936.
Il est mobilisé en 1939 comme infirmier, fait prisonnier et rapatrié en tant que membre du corps sanitaire.
Il participe aux actions de Résistance à Paris, puis dans les Bouches-du-Rhône avant de partir en 1942 en Corse dont est originaire son épouse Emma Perini, sœur de Danielle Casanova, qui le seconde dans toutes ses activités politiques jusqu'à sa mort. Dans l'île, il devient un des dirigeants du Front national et du Comité de libération d'Ajaccio, à majorité communiste. Jouant un rôle de premier plan lors de la libération de l'île, c'est lui qui lance l'ordre d'insurrection le 9 septembre 1943. Membre du conseil de préfecture, il rédige les premiers arrêtés qui proclament le rattachement de la Corse à la France libre, signés par le préfet encore en place.
En juillet 1944, il s'engage dans l'armée et est cantonné à Sartène. En 1946, Maurice Choury devient chef de cabinet de Laurent Casanova, ministre des Anciens combattants et Victimes de guerre, et veuf de sa belle-sœur Danielle Casanova.
Après-guerre, il retrouve son métier de journaliste, notamment à L'Humanité, et crée L'Humanité Dimanche.
En 1956, il s'éloigne du journalisme, ouvre une galerie d'art et rédige des ouvrages historiques.
Il meurt le 7 novembre 1969 d'une crise cardiaque au cours d’une conférence qu'il donnait à la maison des jeunes d'Ivry-sur-Seine sur la Commune de Paris.

## Hommage
Le 7 octobre 1989, la municipalité d’Ajaccio a donné le nom de Maurice Choury à une rue de la ville.

## Publications
- Tous bandits d’honneur ! : résistance et libération de la Corse, juin 1940-octobre 1943, préface d'Arthur Giovoni - Éditions sociales, 1956 – Alain Piazzola, 2011
- Les Origines de la Commune, Paris livré, Éditions sociales, 1960
- Commune au quartier Latin, Amis du livre progressiste, 1961
- Eugène Pottier, auteur de l’Internationale : sa vie, son œuvre, Amis de la Commune, 1966
- La Commune au cœur de Paris : d'après les documents inédits de la Préfecture de police, les Archives nationales, les Archives historiques de l'armée et les sources imprimées, Éditions sociales, 1967
- Les Grognards et Napoléon, Librairie académique Perrin, 1968
- 1871, les damnés de la terre. Citations recueillies et présentées par Maurice Choury, Tchou, 1969
- Bonjour, monsieur Courbet !, Éditions sociales, 1969
- Les Poètes de la Commune, présentés par Maurice Choury, préface de Jean-Pierre Chabrol, Éditions Seghers, 1970
- Les Cheminots dans la bataille du rail, Librairie académique Perrin, 1970
- Le Paris communard, Librairie académique Perrin, 1970